# 电路设计
电路设计（英語：circuit design），广义上是指对任何电路的设计（电子电路设计），而狭义上则主要指集成电路设计中寄存器传输级设计（即功能设计）和物理设计两大步骤之间，将逻辑综合产生的逻辑门级网表，转换到更低抽象级的晶体管级电路所经历的设计过程。为了表示这种情况与广义上电路设计的区别，工程师有时也将其称为晶体管级设计。